# 공검중학교
공검중학교(恭儉中學校)는 경상북도 상주시 공검면 양정리에 있었던 공립 중학교이다.

## 학교 연혁
- 1970년 8월 30일: 공검중학교 설립인가
- 1971년 3월 12일: 9학급 인가, 개교
- 1974년 1월 14일: 제1회 졸업식
- 1975년 7월 31일: 후동 2층 교실 1동 준공
- 1976년 12월 15일: 운동장 부지 매입(1247.4m2)
- 2012년 2월 8일: 체육실(강당) 및 식당 리모델링
- 2015년 3월 1일: 특수학급(1학급) 신설
- 2015년 9월 1일: 제22대 정일민 교장 취임
- 2016년 2월 12일: 제43회 졸업식 (남 8명, 여 4명) 총 졸업생수 (남 2,497명, 여 2,115명 계 4,612명)
- 2016년 3월 2일: 2016학년도 입학식 (남 2명, 여 0명 계 2명)
- 2017년 2월 28일: 46년만에 폐교

## 참고 자료
- 공검중학교 - 한국교육학술정보원 학교알리미